# Hadena tenuifasciata
Hadena tenuifasciata là một loài bướm đêm trong họ Noctuidae.